# جيمي غونزالز
جيمي غونزالز أورتز (بالإسبانية: Jaime "Charol" González Ortíz)‏ (مواليد 1 أبريل 1938) هو لاعب كرة قدم كولومبي معتزل. شارك مع منتخب كولومبيا في كأس العالم 1962 في تشيلي.

## وصلات خارجية
جيمي غونزالز على موقع الاتحاد الدولي (مؤرشف)  (الإنجليزية)
- جيمي غونزالز على موقع قاعدة بيانات كرة القدم.إي يو (الإنجليزية)
- جيمي غونزالز على موقع ناشيونال فوتبول تيمز (الإنجليزية)
- جيمي غونزالز على موقع عالم كرة القدم.نت (الإنجليزية)